# Battaglia di Stirling Bridge
La battaglia di Stirling Bridge fu una battaglia della prima Guerra di indipendenza scozzese combattuta l'11 settembre 1297. Le forze di Andrew de Moray e William Wallace sconfissero l'esercito inglese condotto da John de Warenne e Hugh de Cressingham (morto in battaglia).
Questa battaglia fu una tremenda sconfitta per gli inglesi e dimostrò che in determinate circostanze la fanteria poteva dimostrarsi superiore alla cavalleria.

## I fatti

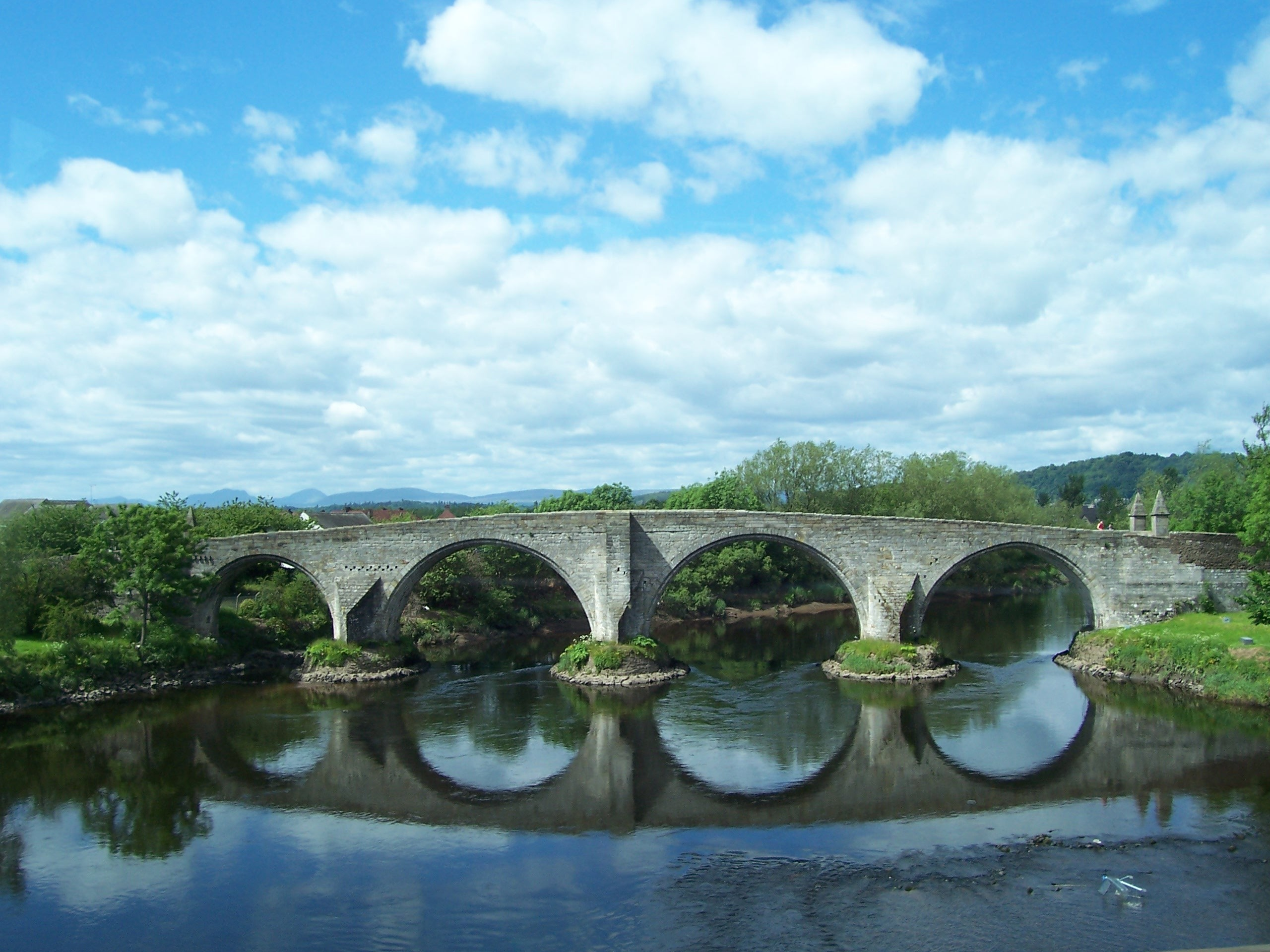
Il ponte oggi

Gli scozzesi arrivarono nella piana di Stirling diverse ore prima dell'esercito inglese e quindi ebbero il tempo necessario per preparare una strategia. Nonostante l'esercito inglese, formato da arcieri (longbowman), migliaia di fanti e un gran numero di cavalieri pesanti fosse il triplo del loro, gli scozzesi, guidati da William Wallace, non si persero d'animo, ma rimasero fermi ai loro posti.
Quando l'avanguardia inglese, costituita da 5400 fanti più diverse centinaia di cavalieri, ebbe attraversato il ponte, fu ordinato l'attacco.  I lancieri scozzesi scesero dal terreno sopraelevato verso il ponte di Stirling, prendendo rapidamente il controllo della testa di ponte inglese. Hugh de Cressingham, il secondo di Warenne, tentò di ritirarsi e fuggire, ma fu raggiunto e ucciso da William Wallace insieme a migliaia di inglesi.
L'avanguardia di Giovanni de Warenne, conte del Surrey fu così tagliata fuori dal resto dell'esercito: la cavalleria pesante al nord del fiume era infatti bloccata in un angusto spazio di manovra che le impediva di caricare e di prestare aiuto alle truppe al di là del ponte. Il comandante inglese, benché avesse ancora un grosso contingente di arcieri ed il resto dell'esercito inglese, quello che non aveva ancora attraversato il fiume, fosse ancora numeroso, evitò il combattimento e, distrutto il ponte, si ritirò verso Berwick, lasciando isolata la guarnigione al castello di Stirling e di fatto consegnando la pianura agli scozzesi.

## La battaglia nella fiction
- Questa battaglia rappresentò il punto più alto della carriera di Wallace, ed essa venne sempre ricordata nelle rappresentazioni che lo riguardavano. Nel film Braveheart è chiamata semplicemente "la battaglia di Stirling" ed è stata girata omettendo il ponte.
- La battaglia di Stirling appare nel noto gioco di strategia Age of Empires II: The Age of Kings come missione di addestramento.
- Una riproduzione videogiocabile della battaglia appare anche nel noto gioco strategico Medieval: Total War.